# Helymaeus testaceiventris
Helymaeus testaceiventris är en skalbaggsart. Helymaeus testaceiventris ingår i släktet Helymaeus och familjen långhorningar.

## Underarter
Arten delas in i följande underarter:
- H. t. testaceiventris
- H. t. rufescens